# Александер Севрук

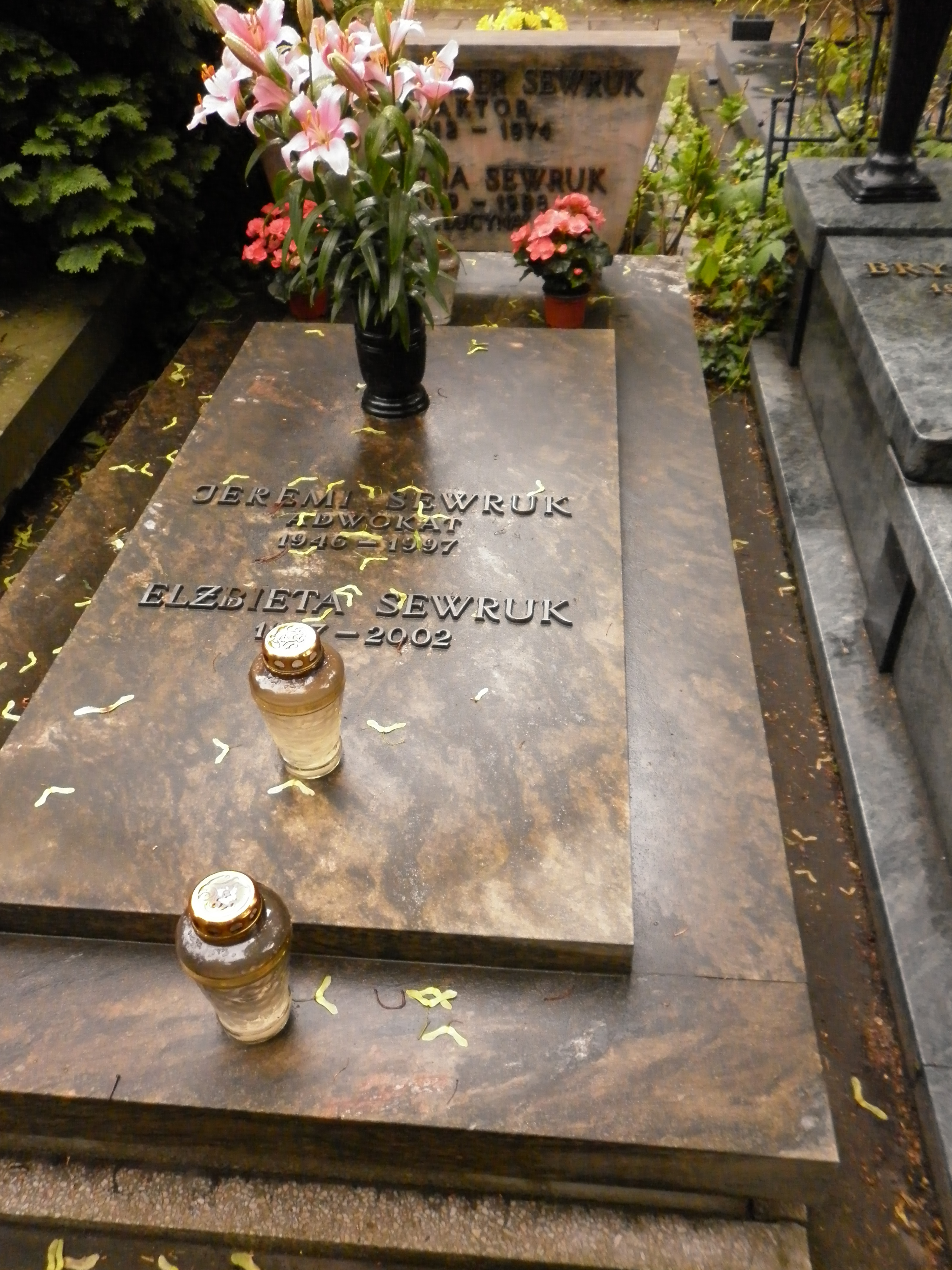
Могила Александера Севрука

Александер Севрук (17 січня 1912, Корнин — 23 листопада 1974, Варшава) — польський актор, режисер Театру імені Стефана Ярача в Ольштині, Драматичного театру в Познані, Театру Мазовецького краю у Варшаві, Драматичний театр в Ельблонгу.

## Біографія
Народився 17 січня 1912 року на Житомирщині, у місті Корнин. У нові кордони відродженої Польщі він прибув у 1920 році. Оселився з родиною в Цехановці. 23 травня 1930 року склав іспит на закінчення середньої школи в Державній неповній середній школі Тадеуша Костюшка в Більську-Підляському. Почав вивчати математику у Варшавському університеті. У званні підпоручика брав участь у Вересневій кампанії. Після капітуляції Модлина потрапив у полон. Був у таборі в Дзялдово, а потім у таборах Арнсвальде та Ґросборн. У 1940 році разом з Болеславом Плотницьким, Юзефом Слотвінським і Леоном Кручковським організував табірний театр.
Його першою роллю став Папкін у фільмі «Помста», поставленому в 1940 році. В Арнсвальде виступав у «Символ-театрі». Після визволення табору у травні 1945 року заснував мандрівний естрадний театр під назвою «Oberża Komedańskiego», а потім у 1946-47 роках виступав у естрадному театрі польської бронетанкової дивізії в Німеччині. У червні 1947 року він повернувся до Польщі і дебютував у ролі Жечницького у «Фантазії» в Ольштинському театрі. З 1949 року це був театр, який поєднував в одне ціле дві сцени — Ельблонг і Ольштин. Там Севрук грав до 1952 року. У 1957 році обійняв посаду директора та художнього керівника Театру імені Ярач Ольштин-Ельблонг і керував ним як директор до 1969 року. Виступав також у Драматичному театрі в Познані (1952—1957). З 1969 року і до кінця життя був директором і художнім керівником Театру Мазовецького краю у Варшаві. Його запрошували на знімальні майданчики, у період з 1954 по 1974 рік він знявся в 30 фільмах і серіалах. Здобув всенародну славу. У кіно він дебютував у 1953 році у фільмі «Целюлоза». Він створив характерні характери, що запам'ятовуються. Похований на військовому кладовищі Повонзкі у Варшаві. (ділянка A35-4-8)

## Вшанування пам'яті
У грудні 2007 року Ельблонгський драматичний театр отримав його ім'я і функціонує як Театр імені Александера Севрука.
В Ольштині є акторська школа після середньої школи Александер Севрука у Театрі імені Стефана Ярача.

## Фільмографія
- 1953: Celuloza — Вашич, начальник поліції.
- 1954: Pod gwiazdą frygijską — Вашич, начальник поліції.
- 1955: Godziny nadziei — гірник Досяд.
- 1955: Zaczarowany rower — механік Ваніцький.
- 1958: Orzeł — Командир Козловський.
- 1958: Попіл і діамант — Свєнціцький, мер міста.
- 1959: Поїзд — адвокат.
- 1960: Szklana góra — голова МРН.
- 1961: Czas przeszły — «Філіп», староста групи.
- 1961: Dziś w nocy umrze miasto — strażnik obozowy
- 1961: Milczące ślady — п'яний в пабі.
- 1961: Zaduszki — «Шари», командир партизанського з'єднання.
- 1963: Ubranie prawie nowe — священник
- 1964: Giuseppe w Warszawie — Кішке, допитуючи Сташека.
- 1964: Panienka z okienka — корчмар.
- 1964: Rachunek sumienia — Алексіс.
- 1965: Głos ma prokurator
- 1966-1968: Чотири танкісти і пес — радянський генерал.
- 1966: Kochajmy syrenki — мисливець за валютою.
- 1968: Dancing w kwaterze Hitlera — учасник бойових дій.
- 1968: Ставка більша за життя — Колега Клосса. (епізод 7)
- 1968: Tabliczka marzenia — Батько Людки.
- 1970: Польський альбом — лікар.
- 1970: Epilog norymberski — голова трибуналу.
- 1970: Mała ankieta — засідатель.
- 1970: Romantyczni — корчмар.
- 1972: Анатомія кохання — ксьондз.
- 1972: Egzamin — суддя.
- 1972: Szklana kula — Батько Аги.
- 1972: Ucieczka-wycieczka — Paciorek.
- 1973: Czarne chmury — маршал королівського двору. (епізоди 6 і 8)
- 1973: Godzina szczytu — президент Трзоса.
- 1974: Czterdziestolatek — тренер Міхалак. (епізод 5)
- 1974: Гніздо

## Нагороди
- Срібна медаль Міжнародного фестивалю в Москві за роль у фільмі «Орел» (1959)[5]
- Лицарський хрест Ордена Відродження Польщі (1959)
- Орден Трудового Прапора 2-го ступеня (1963)
- Нагрудний знак «Заслужений діяч культури» (1965)